# Đảng Công nhân Kurd
Đảng Công nhân Kurd hay PKK (tiếng Kurd: Partiya Karkerên Kurdistanê/پارتی کرێکارانی کوردستان) là một tổ chức chính trị cánh tả và Cộng sản có căn cứ ở Thổ Nhĩ Kỳ và vùng Kurdistan ở Iraq. Từ năm 1984, PKK đã khởi đầu một cuộc đấu tranh vũ lực mà chống lại chính quyền Thổ vì quyền về văn hóa và chính trị (Ý thức hệ) và quyền tự trị cho tộc người Kurd ở Thổ, mà chiếm khoảng từ 18% cho đến 25% dân số, đã bị đàn áp trong hàng chục năm. Nhóm này được thành lập vào năm 1978 tại làng Fis (gần Lice), thuộc tỉnh Diyarbakır bởi một nhóm sinh viên người Kurd cầm đầu bởi Abdullah Öcalan. Ý thức hệ nguyên thủy của PKK là sự phối hợp giữa chủ nghĩa Xã hội Cách mạng và chủ nghĩa Dân tộc Kurd, tranh đấu cho một nước Marxist–Leninist độc lập, mà được biết tới như là Kurdistan.
Tuy nhiên, từ khi bị bắt và bỏ tù vào năm 1999, lãnh tụ của PKK, Abdullah Öcalan, đã hoàn toàn từ bỏ chủ nghĩa Marx-Lenin dù vẫn thuộc phe xã hội chủ nghĩa và cánh tả, lãnh đạo đảng theo một chủ nghĩa mới của ông gọi là "Liên bang Dân chủ" (ảnh hưởng nhiều bởi triết lý chủ nghĩa Xã hội Tự do cánh tả]] trong khi là ngưng kêu gọi chính thức việc thành lập một quốc gia xã hội chủ nghĩa mới hoàn toàn độc lập và tự do. Trong tháng 5 năm 2007, các thành viên cũ của đảng PKK hỗ trợ thành lập Nhóm các cộng đồng ở Kurdistan (KCK), một tổ chức bao gồm người Kurd từ Thổ, Iran, Iraq, và Syria. Vào ngày 20 tháng 3 năm 2005, Öcalan mô tả sự cần thiết cho chủ nghĩa Liên bang Dân chủ và giải thích:
| “ | Chủ nghĩa Liên bang Dân chủ Kurdistan không phải là một hệ thống nhà nước, nó là hệ thống dân chủ của một dân tộc không có một quốc gia... Nó lấy quyền lực từ dân tộc và uyển chuyển để đạt được sự tự lập về mọi lãnh vực, cả về kinh tế. | ” |

Vào năm 2013, PKK tuyên bố một thỏa hiệp ngưng chiến và bắt đầu rút lui những chiến binh của họ sang vùng Kurdistan ở Iraq như là một phần của quá trình giải quyết giữa chính quyền Thổ và dân tộc thiểu số Kurd mà lâu nay bị tước quyền. Vào tháng 7 năm 2015, PKK tuyên bố cuộc ngưng chiến đã chấm dứt và nói là Ankara đã không giữ những lời hứa của họ về vấn đề người Kurd.
Vào tháng 8 năm 2015, PKK tuyên bố họ sẽ chấp nhận ngưng chiến với Thổ dưới sự bảo đảm của Hoa Kỳ.
Trong một tuyên bố chung với 9 tổ chức khác vào tháng 3 năm 2016, PKK cho biết mục đích của họ là để đạt được dân chủ và tương lai tự do cho các dân tộc chống lại chủ nghĩa đế quốc, Tư bản, chủ nghĩa Sô vanh, Phát xít và kỳ thị chủng tộc, bằng cách lật đổ chính phủ Phát xít cầm quyền AKP qua một cuộc cách mạng chủ yếu từ các cơ sở xã hội.
PKK được đưa vào danh sách tổ chức khủng bố của nhiều quốc gia và tổ chức bao gồm NATO, Hoa Kỳ  và EU. Tuy nhiên, Liên Hợp Quốc và các quốc gia như Thụy Sĩ, Trung Quốc, Ấn Độ, Nga và Ai Cập không xem PKK như là một tổ chức khủng bố.
Vừa Qua, đại hội lần 12 của PKK đã quyết định giải thể cơ cấu tổ chức của PKK và chấm dứt phương thức đấu tranh vũ trang sau 4 thập kỷ hoạt động, PKK thông báo trong tuyên bố ngày 12.5.2025 sau khi tổ chức đại hội vào tuần trước tại miền bắc Iraq, theo AFP.[
Quyết định được đưa ra theo lời kêu gọi của ông Abdullah Ocalan, thủ lĩnh PKK, hồi tháng 2. Khi đó, ông Ocalan kêu gọi PKK tổ chức đại hội để chính thức ra quyết định từ bỏ vũ khí và giải thể. Vài ngày sau, giới lãnh đạo PKK chấp thuận lời kêu gọi và tuyên bố ngừng bắn.